# História do Brasil (João Ribeiro)

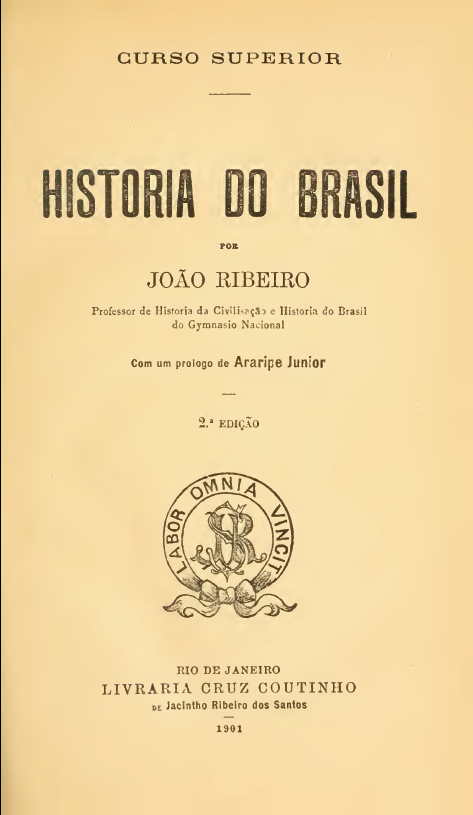
Frontispício da obra.

História do Brasil é uma obra didática do escritor e historiador brasileiro João Ribeiro, publicada originalmente em 1901, e destinada ao "curso superior".
O livro foi publicado pela Livraria Cruz Coutinho, do Rio de Janeiro, e estava inicialmente destinado ao curso de História do Brasil do então denominado Ginásio Nacional, onde Ribeiro era professor desta disciplina (e, também de História da Civilização).
Com prefácio feito por Araripe Júnior, a obra de Ribeiro foi um "divisor de águas" na bibliografia sobre a história brasileira, até então marcada pelo registo único das alterações políticas ou abordagens restritas da chamada história política com visão centrada no estado e nas disputas de poder.
Foi o primeiro historiador brasileiro, assim, que introduziu a chamada Kulturgeschichte (História cultural) que, como seu filho Joaquim Ribeiro mais tarde registrou, "deixou de ser a história de governadores, vice-reis e imperadores para ser a história natural do povo brasileiro". Como divulgador da Kulturgeschichte no país, Ribeiro representa uma ruptura na historiografia, sintetizada nas palavras de Eni Orlandi: "nossa história deixa de ser a história dos governantes para ser a história do povo brasileiro" 
Esta visão começa no Ginásio Nacional e passa depois a ser adotada em todo o sistema educacional do país.